# ترانده کی کوری
ترانده کی کوری (به انگلیسی: Trundeh Ki Kori) یک منطقهٔ مسکونی در پاکستان است که در اسلام‌آباد واقع شده‌است.

## خصوصیات
ترانده کی کوری ۵۱۹ متر بالاتر از سطح دریا واقع شده‌است.